# Euphorbia albanica
Euphorbia albanica är en törelväxtart som beskrevs av Nicholas Edward Brown. Euphorbia albanica ingår i släktet törlar, och familjen törelväxter. Inga underarter finns listade i Catalogue of Life.